# Mania szybkości
Mania szybkości – pierwszy album zespołu Fatum. Wydany w roku 1989 nakładem wydawnictwa Wifon. Autorem projektu graficznego jest Jerzy Szelągowski, realizatorem nagrań Andrzej Puczyński.

## Lista utworów
źródło:.
Strona A
1. „Mania szybkości” (muz. Krzysztof Ostasiuk, sł. Ryszard Kłos) – 3:36
2. „Zielony skarb” (muz. Romuald Kamiński, sł. Andrzej Fala) – 4:08
3. „Błaganie” (muz. Piotr Bajus, sł. Ryszard Kłos) – 7:24
4. „Frajer” (muz. Piotr Bajus, sł. Zbigniew Częścik) – 4:29

Strona B
1. „Znowu pech” (muz. Zbigniew Częścik, sł. Zbigniew Częścik) – 2:58
2. „Pokonać strach” (muz. Piotr Bajus, sł. Andrzej Sikora) – 4:25
3. „Nie mówcie nam” (muz. i sł. Piotr Bajus) – 5:16
4. „Kac-88” (muz. Romuald Kamiński, sł. Andrzej Sikora) – 3:22
5. „Bezlitosne fatum” (muz. Romuald Kamiński, sł. Andrzej Sikora) – 4:23

## Muzycy
źródło:.
- Piotr Bajus – gitara
- Romuald Kamiński – gitara basowa
- Krzysztof Ostasiuk – instrumenty klawiszowe, śpiew
- Andrzej Sikora – perkusja

## Wydawnictwa
źródło:.
- 1989 Wifon, LP (LP146)
- 2005 Artvox, CD (AVCD 101)
- 2010 Yesterday, DG CD (FATUM 1)
- 2020 Case Studio Label, Dystrybucja cyfrowa, remastering.